# 協力手続
協力手続（きょうりょくてつづき）は、欧州連合(EU)の3つの柱のうち第1の柱である欧州共同体(EC)分野の政策に関する立法手続のひとつ。
協力手続はローマ条約第252条（修正前第189c条）に規定されており、単一欧州議定書により導入された。これにより欧州議会は、欧州委員会から送られた法案について2度の読会が実施されることで、以前より立法過程に大きく関与することができるようになった。
マーストリヒト条約の発効以来、協力手続は以下の分野などで適用される。
- 運輸
- 差別撤廃
- 欧州中央銀行や加盟国中央銀行による資金供給の実施（マーストリヒト条約101条）の決定
- 欧州社会基金
- 職業訓練
- 汎ヨーロッパネットワーク
- 経済・社会の結合
- 研究
- 環境
- 開発協力
- 保健・労働者の安全確保
- 社会政策協定（マーストリヒト条約に付属）

その後アムステルダム条約により、協力手続が適用される範囲は大幅に削減され、共同決定手続の対象となった(ローマ条約第251条）。
協力手続は従来、経済・通貨統合の限られた範囲で適用されていたが、2000年2月の政府間協議(IGC)において、欧州委員会がこれらの立法手続ついて協力手続から共同決定手続の対象にするべきであるとの主張を行った。